# 阿桑维莱尔
阿桑维莱尔（法語：Assainvillers）是法国上法兰西大区索姆省的一个市镇，位于该省南部偏东，属于蒙迪迪耶区。该市镇的总面积为7.3平方公里，2009年时的人口为108人。

## 人口
阿桑维莱尔人口变化图示
| 数据来源：INSEE |